# Christen Ostenfeld
Christen Ostenfeld (27. november 1900 på Frederiksberg – 19. februar 1976 i Hellerup) var en dansk ingeniør, søn af professor Asger Ostenfeld. Hans ekspertise lå, ligesom faren, inden for jernbetonkonstruktioner og bygningsstatik; dvs. læren om, hvordan en bærende struktur holdes i ligevægt. Han etablerede i 1930 det internationalt anerkendte rådgivende ingeniørfirma COWI, som i 1946 optog Wriborg Jønson som partner.

## Uddannelse
Christen Ostenfeld blev student fra Frederiksberg Gymnasium i 1918 og fulgte snart i sin fars fodspor, og han begyndte ingeniørstudiet på Polyteknisk Læreanstalt i 1919. Han tog kort efter sin eksamen til udlandet for at dygtiggøre sig yderligere. Han opholdt sig 1924-25 på tegnestuer i Schweiz, 1925-26 på Eidgenössische Technische Hochschule Zürich og i Christiani & Nielsens franske afdelinger i Paris og Cherbourg 1926-29. I 1924 blev han cand.polyt..

## Første opgaver
I 1930 opnåede Ostenfeld graden dr.techn. fra Den Polytekniske Læreanstalt og blev ansat samme sted som assistent på farens laboratorium i bygningsstatik og jernkonstruktioner. Samme år etablerede Christen Ostenfeld, der gerne ville arbejde med ingeniørfaget i praksis, en beskeden tegnestue på Vesterbrogade 62 i København. Dens første opgave blev Audebo Bro. Tegnestuens anden udfordring var en ombygning af det forfaldne National Scala, der skulle gennemføres i stor hast af hensyn til etablissementets omsætning. Ostenfeld valgte at bruge fabriksfremstillede stålkonstruktioner til byggeriet, hvilket gav mulighed for at bygge med meget lidt stillads og holde højt tempo på byggeprocessen, også om vinteren. Efter en byggeperiode på kun et år og ti dage kunne det nye National Scala indvies som en succes. I 1934 stoppede han som assistent på højskolen og fokuserede på sit praktiske arbejde.

## Modstandsmand
Under Besættelsen blev det småt med opgaverne. I stedet påtog Ostenfeld, der var med i hovedledelsen modstandsbevægelsens Frit Danmark (1943-47) og aktiv i den illegale presse, sig hvervet som kasserer for Frihedsrådet. Pengekassen var gemt i hans græsplæne.

## Jønson indtræder i COWI
I 1946 blev Wriborg Jønson partner i virksomheden, der nu fik navnet "Chr. Ostenfeld & W. Jønson, Rådgivende Ingeniører". Firmaet viste hurtigt imponerende resultater og blev til den internationale rådgivende virksomhed, som vi i dag kender under navnet COWI. Gennem sit talent for innovation satte han sit fingeraftryk på infrastrukturen i Danmark, blandt andet med den nye Lillebæltsbro. I 1972 gik Ostenfeld på pension.
COWI fik 1956 kontor i Paris, 1959 og senere i Ghana, Nigeria, Kenya og Tanzania.

## Tillidshverv
Ostenfeld var medlem af bestyrelsen for Den Tekniske Forening 1943-49 og for Dansk Selskab for Bygningsstatik 1955-58, formand 1968-71; formand for Dansk Ingeniørforenings udvalg for forspændt beton 1955-63; vicepræsident i International Forening for Forspændt Beton 1956-69, livsvarigt æresmedlem 1970, medlem af American Society of Civil Engineers 1950, Life Member 1972 og medlem af Akademiet for de Tekniske Videnskaber 1950. Han var Kommandør af Dannebrogordenen.

## Familie
Ostenfeld blev gift 4. december 1944 i Solbjerg Kirke på Frederiksberg med Karen Marie Hulda Høncke (25. august 1906 i Zürich, Schweiz – 21. juni 1986) datter af kontorchef, cand.jur. og polyt. Hugo Høncke og hustru Johanne Marie f. Hempel.
Ostenfeld er begravet på Hellerup Kirkegård. ligesom sin hustru.

## Udvalgte værker
- Audebo Bro (1930)
- Ombygning af National Scala, København (1930)
- Bundundersøgelser i Limfjorden ved Aggersund (1932)
- Halbyggerier med stållameller (1932)
- Præfabrikerede betonpæle (1932)
- Amtsbroer og midlertidig Knippelsbro (1933)
- Den danske pavillon til Verdensudstillingen i Bruxelles (1935)
- KB Hallen, Peter Bangs Vej, Frederiksberg (1937)
- Gymnastikhøjskolen i Ollerup
- Projektering af Aggersundbroen (1938)
- Tarpehagebroen over Varde Å (1938)
- Tandlægeskolen, Universitetsparken, København (1938-41)
- Svømmehal for Statens Gymnastikinstitut (1939)
- Tunnel for sporudfletning ved Langenæs (1940)
- Viadukt i Give (1940)
- Forundersøgelser og projektering af bro fra Esbjerg til Fanø, svømmebade, sportshaller og idrætshøjskoler i Sønderborg og Vejle, cykelbaner i Odense og Esbjerg, omfartsveje samt spildevandsrensningsanlæg (1941-44)
- Reparation af KB Hallen efter Schalburgtage (1945)
- Stade Pierre-de-Coupertin i Paris (1946)
- Forspændt betonopgaver i Finland (1949)
- Kabelforspændte siloer i glideform (1950)
- Odense friluftsbad (1950)
- Højbro i Fredrikstad, Norge, over Glomma (1951)
- Egernsund- og Virksundbroerne (1951)
- Tunnel under Bizerte i Tunesien (1952)
- Amtssygehuset i Glostrup (1952)
- Sporvognsremiser i flere etager i Sverige (1952)
- Det hvide vandtårn i Haderslev (1952)
- Verdens første storrumssiloer til 17.000 ton sukker i Odense (1953)
- Drikkevandsbeholdere på 60.000 m3 i Californien (1953)
- Påny eksport af forspændt beton til Frankrig (1954)
- Nye brotyper til Danmarks første motorvej København-Helsingør (1954)
- Københavns havnefront (1954)
- Tribunen i Esbjerg Idrætspark (1955)
- Jernbanetunnel under syvetagers hus i Sverige (1955)
- Frognerbadet i Oslo (1955)
- Rammebro med 50 meters spænd ved Stockholm (1955)
- Sukkersiloer i Frankrig og Sverige (1956)
- Byg- og maltsilo (Carlsberg-siloen) til Kongens Bryghus, Vesterbro, København (1956-57, siden ombygget til lejligheder)
- Kontorhus til De Danske Sukkerfabrikker, Christianshavn (1957)
- Lagre til Tuborg (1957)
- Otte olietanke til Ægypten (1957)
- Roskilde svømmehal med drikkevandsbeholder og restaurant ovenpå (1958)
- Friluftsbade i Gladsaxe, Bellahøj, Vestbadet (1959)
- Sportshaller i Bellahøj, Roskilde, Vejle, Hørsholm og Sønderborg (1959)
- Siloer i mange lande (1960)
- To hængebroer i Finland (1960), Sääksmäki bro og Kirjalansalmi bro
- Skitseprojekt til ny Lillebæltsbro (1960)
- Vejprojektering i Ghana (1961)
- Sukkersiloer i Italien (1961)
- Boligbyggeri i Grønland (1961)
- Fire sukkersiloer i Sovjetunionen (1961)
- Afløbssystemer i fem byer i Irak (1962)
- Motorvejsbroer i Danmark (1962)
- Småbroer ved Lake Volta i Ghana (1962)
- Bevægelig bro i Køge Havn (1962)
- Projektering af den ny Lillebæltsbro (1962-70)
- Dæmning med sluse og klapbro over Virksund (1963)
- Dæmning ved Thorshavn (1963)
- Zoologisk Centralinstitut i København (1963)
- Luksushotel i Nigeria (1963)
- Veje i Ghana (1963)
- Kemiske anlæg i Grenå og Fredericia (1963)
- Sukkersiloer i Nakskov, Stege, Maribo, Reims i Frankrig og Forlimpopolo i Italien (1963)
- Isterødvejen, Aalborg bymotorvej (1964)
- Broer på Randers omfartsvej (1964)
- Trafikanalyser i Nigeria (1965)
- Svømmehaller i Danmark (1965)
- Bro over en 40 meter dyb magasinsø i Østtyrkiet (1966)
- Broer over den finske Saimaa Kanal (1966)
- Tamale Airport i Ghana (1966)
- Den danske ambassade i Paris (1966)
- Atomforsøgsanlæg i CERN i Genève (1966)
- Ferieby for 2000 turister på øen Djerba, Tunesien (1967)
- Kemisk fabrik i Lillebonne, Frankrig (1967)
- Kolding Sygehus (1967)
- Akvædukter på over 100 meter og motorvejsbroer i Spanien (1968)
- Holbækmotorvejens lange broer ved Kornerup og Lejre (1968)
- Kildeskovshallen i Gentofte (1968)
- Analyse af lufthavn på Saltholm (1969)
- Transportstudie for Lake Volta i Vestafrika og Lake Nyasa i Østafrika (1969)
- Vejdispositionsplaner for Randers og Frederikshavn (1969)
- Den nye Lillebæltsbro (1970)
- Dalum Papirfabrik, Dalum (1970)
- Hoteller i Arusha, Tanzania og på Seychellerne (1971)
- Tuborgs nye tapperi (1971)
- Vandforsyning i Bandung, Indonesien (1972)
- Tørreanlæg og siloer i Frankrig (1972)
- Dalbroer på 200 meter i Jylland (1972)
- Holmegaard Glasværk (1972)
- Gladsaxe Sportshal
- Herning Svømmehal
- Hørsholm Svømmehal
- Farum Svømmehal
- Ishockeystadion i Tampere i Finland

## Udgivelser
- "Franske broingeniører", Polyteknisk Forlag 1975 (Danmarks Tekniske Bibliotek, Publikation Nr. 34)
- Bygning af Sportsanlæg, Odense 1944.
- "Forspændt beton", Bygningsstatiske meddelelser, 1949, pp. 109–128.
- A. Ostenfeld og hans samtid, København 1966.